# Villamedianilla
Villamedianilla est une commune d'Espagne dans la communauté autonome de Castille-et-León, province de Burgos. Elle s'étend sur 6,758 km2 et comptait environ 13 habitants en 2011.